# نجر (عمران)
نجر هي إحدى قرى الجمهورية اليمنية. تتبع جغرافيا لمحافظة عمران وإداريًا لمديرية عيال سريح. يبلغ تعداد سكانها 2672 نسمة حسب الإحصاء الذي أجري عام 2004.